# Масадинское сельское поселение
Масадинское се́льское поселе́ние — муниципальное образование в Актанышском районе Татарстана Российской Федерации.
Административный центр — деревня Масады.

## История
Статус и границы сельского поселения установлены Законом Республики Татарстан от 31 января 2005 года № 13-ЗРТ «Об установлении границ территорий и статусе муниципального образования "Актанышский муниципальный район" и муниципальных образований в его составе».

## Население
| 2010 | 2011 | 2012 | 2013 | 2014 | 2015 | 2016 |
| ---- | ---- | ---- | ---- | ---- | ---- | ---- |
| 474  | ↘473 | ↘448 | ↘446 | ↘445 | ↘435 | ↘418 |
| 2017 | 2018 | 2019 | 2020 |      |      |      |
| ↘412 | ↘403 | ↘395 | ↘381 |      |      |      |

## Состав сельского поселения
| № | Населённый пункт | Тип населённого пункта          | Население |
| - | ---------------- | ------------------------------- | --------- |
| 1 | Барсуково        | село                            |           |
| 2 | Масады           | деревня, административный центр |           |